# 'Asalūyeh
ʿAsalūyeh (in persiano عسلویه‎) è una città portuale, capoluogo dello shahrestān di Asaluyeh, nella provincia di Bushehr.
ʿAsalūyeh è stata scelta per accogliere le infrastrutture della Zona speciale per l'energia di Pars (PSEEZ), essendo il punto più vicino al più grande giacimento di gas naturale del mondo: il South Pars / North Dome field, condiviso tra l'Iran (South Pars) e il Qatar (North Dome).

## PSEEZ
La PSEEZ (Pars Special Energy/Economic Zone) è una zona di 100 chilometri quadrati all'interno dei quali si trovano diverse industrie e impianti. Questo sito raggruppa una moltitudine di raffinerie e di fabbriche (note come "phases") ed è gestita dalla  PSEEZ agency onsite, su parspc.net (archiviato dall'url originale il 27 febbraio 2021)..
Sono previste 27 phases (12 di gas e 15 petrolchimici), più una serie di industrie piccole e medie a supporto a supporto degli impianti, come fabbriche e magazzini. PSEEZ è una città di lavoratori, il turismo è inesistente. Non ci sono hotel a ʿAsalūyeh, sebbene ne sia prevista la costruzione tra l'aeroporto e la zona industriale. Una volta completo il Sadaf International Hotel avrà 400 stanze divise in tre edifici che sorgeranno all'interno di un chilometro quadrato di terra. Per entrare in Iran è necessario un visto, tranne per visitare le Isole Kish.
Nell'agosto 2005 gli investitori esteri avevano portato 20 miliardi di USD per il progetto PSEEZ. Secondo una stima del ministero del Petrolio iraniano i prodotti della PSEEZ frutteranno 11 miliardi di dollari all'anno per almeno 30 anni.

### Zona economica speciale
La Pars Special Economic Energy Zone (PSEEZ) è una zona economica speciale. Fu stabilita nel 1998 per regolamentare l'utilizzo delle risorse di petrolio e gas presenti nel South Pars. I beni possono essere portati all'interno dell'area senza tasse, ma non possono essere spostate da qui al resto dell'Iran. Questo serve ad incoraggiare lo sviluppo all'interno della PSEEZ. Nel 2009 il settore privato ha portato un miliardo e mezzo di dollari di investimenti in quattro anni, mentre le società straniere hanno portato 36 miliardi di dollari in 10 anni.

## La città di ʿAsalūyeh
La città di ʿAsalūyeh è circondata dalla PSEEZ, ma ne è geograficamente separata, infatti ci vogliono un paio di minuti di macchina prima di incontrare la prima fabbrica. Prima dell'arrivo della PSEEZ, il settore maggiormente sviluppato era la pesca.  ʿAsalūyeh era un tranquillo borgo costiero, su una ristretta striscia di terra tra il Golfo Persico e i monti Zagros. Era una città povera e gli effetti dell'enorme afflusso dei lavoratori della PSEEZ devono ancora manifestarsi. Ad oggi sembra che la città non si stia modificando, nonostante la nascita della PSEEZ.
ʿAsalūyeh ha una strada principale e un paio di dozzine di piccoli negozi. Nel 2006 parte del lungomare della città è stato abbellito e decorato.

## Costruzione
La PSEEZ è uno dei siti più operosi del mondo in campo edile, con 60.000 lavoratori impegnati nella costruzione degli impianti a gas e petrolchimici.

## Infrastrutture e trasporti

### Aeroporti
La costruzione dell'aeroporto cominciò nel 2003. Il nuovo Persian Gulf International Airport (codice IATA: YEH) apri nel luglio 2006, sostituendo l'aeroporto temporaneo. Il volume dei lavori copre le esigenze dell'industria come piste, parcheggi, hangar, recinzioni, pattugliamento di strade e facili accessi alla zona dell'aeroporto.
La torre di controllo e gli edifici tecnici, come gli edifici di supporto (stazione dei pompieri, stazione meteorologica, ecc. ecc.) sono stati iniziati.
Le piste sono caratterizzate da 4000 metri di lunghezza e 45 metri di larghezza con due raccordi di 7.5 metri da ogni parte. Il parcheggio per gli aerei occupa un'area di 150x330 metri pavimentati. In tutto la struttura occupa un'area di 18 ettari.

### Porto logistico
Il porto logistico ricopre 150 ettari di terreno: il frangiflutti ad ovest è lungo 2300 metri, mentre quello di est è lungo 1000 metri. Il bacino del porto occupa 100 ettari ed è in grado di ospitare navi con più di 80.000 tonnellate di portata lorda. La capacità nominale di questo porto è di 10 milioni di tonnellate all'anno che comprendono: 1 milione di tonnellate di solfuro granulato, 3 milioni di tonnellate di container e 6 milioni di tonnellate di macchinari e parti di raffineria. Il porto ha 10 posti barca, quindi può ospitare contemporaneamente 10 navi, specialmente per l'esportazione di solfuro, il carico/scarico dei container. La profondità dell'acqua nei posti nave varia tra gli 11 e i 15 metri e la gettata del porto è di 2600 metri in lunghezza; sono operativi 5 posti nave. Tutti i componenti necessari alle raffinerie e all'industria petrolchimica sono caricati in questo porto per essere successivamente installati ove necessario.

### Porto petrolchimico
Il porto petrolchimico ha 15 posti barca e 15 metri di profondità. Può ospitare navi con portata lorda di 80.000 tonnellate che trasportano gas e prodotti petrolchimici. La capacità nominale del porto è di 35 milioni di tonnellate all'anno ed è prevista l'esportazione di 26 milioni di tonnellate di prodotti petrolchimici in forma liquida.

## Impianto e raffineria
Ogni fase del progetto dell'area South Pars ha un costo stimato di 1.5 miliardi di dollari, molti dei quali provengono da compagnie petrolifere estere che lavorano in partnership con le compagnie locali. Il governo del presidente iraniano Ahmadinejad, che salì al potere nel 2005, favorì le imprese locali rispetto a quelle straniere nell'energia e in altri settori. Nel 2010, l'Iran stanziò 21 miliardi di dollari in contratti per un gruppo di imprese locali per sviluppare sei fasi (13, 14, 19, 22, 23 e 24) del progetto South Pars. Il quartier generale delle costruzioni Khatam al-Anbia, il reparto ingegneristico dei Corpi Armati Rivoluzionari, fa parte del gruppo come anche il Oil Industries Engineering and Construction e il Iran Marine Industrial Co. Il gruppo comprende infine Iran Shipbuilding and Offshore Industries Complex Co., Industrial Development and Renovation Organisation of Iran, e National Iranian Drilling Co.
Qualsiasi persona visiti ʿAsalūyeh noterà immediatamente la serie di complessi di gas e petrolchimici che si stagliano lungo la costa, al mondo esistono solo pochi altri posti con un numero così elevato di questi impianti. I vari impianti e i complessi occupano circa 12 km in lunghezza e molti devono ancora essere costruiti. Una serie di bruciatori di gas che identificano la fila di impianti sono visibili immediatamente, incluso un enorme bruciatore che ha una fiamma che arriva a 100m d'altezza. Tale fiamma è visivile anche in mare aperto. L'area ospita anche il più grandi impianto al mondo di composti aromatici, Noori Petrochemical Complex, con una capacità annuale di 4.2 milioni di tonnellate. Una volta ultimato, le entrate del South Pars supereranno le entrate per l'esportazione di petrolio.
- Fase 1 fu sviluppata da Petroparts per produrre 1 miliardo di piedi cubi (28 milioni di m³) al giorno di gas naturale, 40.000 barili (6.400 m³) di condensa, 1.500 tonnellate di LPG più 200 tonnellate di solfuro. Finì ufficialmente nel novembre 2004.[8]
- Fase 2 e 3 furono sviluppate da un consorzio composto da Total, Patronas e Gazprom per produrre 2 miliardi di piedi cubi (57 milioni di m³) al giorno di gas naturale, 80.000 barili (13.000 m³) al giorno di condensa, 3.000 tonnellate di LPG più 400 tonnellate di solfuro. Venne inaugurato nel 2003.[8]
- Fase 4 e 5 furono sviluppate da Eni e Petropars per produrre 2 miliardi di piedi cubi (57 milioni di m³) al giorno di gas naturale arricchito, 75 milioni di piedi cubi (2.1 milioni di m³) di etano, 80.000 barili (13.000 m³) di condensa, 3.000 tonnellate di LPG più 400 tonnellate di solfuro. L'inaugurazione ufficiale avvenne il 25 aprile del 2005.[8]
- Fase 6,7 e 8 sarà sviluppata da Petropars e Statoil e si propone di costruire un gasdotto che si connetta al gasdotto di Aghajari. Il progetto prevede lo sviluppo di tre piattaforme offshore in aggiunta agli impianti presenti in zona. La Statoil sta sviluppando le piattaforme offshore mentre la Petropars svilupperà quelle terrestri. Un tubo da 31 pollici (790 mm) partirà da ogni piattaforma verso la costa. Queste fasi produrranno 3 miliardi di piedi cubi (84 milioni di m³) al giorno di gas naturale, 70 milioni di piedi cubi (2 milioni di m³) di condensa, 4.500 tonnellate di LGP più 600 tonnellate di solfuro. IL costo stimato di queste fasi è 1.964 miliardi di dollari.[8]
- Fase 9 e 10 sarà sviluppata dalla coreana LG. Queste fasi produrranno 2 miliardi di piedi cubi (57 milioni di m³) al giorno di gas naturale, 75 milioni di piedi cubi (2.1 milioni di m³) di etano, 80.000 barili (13.000 m³) di condensa, 3.000 tonnellate di LPG più 400 tonnellate di solfuro.
- Fase 11 produrrà LNG. Il progetto fu aggiudicato alla Corporazione nazionale petrolifera cinese nel 2010.[9]
- Fase 12 è un progetto della Petropars. Questa fase produrrà 2.5 miliardi di piedi cubi (70 milioni di m³) al giorno di gas naturale arricchito, 75 milioni di piedi cubi (2.1 milioni di m³) di etano, 80.000 barili (13.000 m³) di condensato. 3.000 tonnellate di LPG più 400 tonnellate di solfuri.
- Fase 13 e 14 produrrà LNG. Lo sviluppo fu aggiudicato alla compagnia iraniana Khatam-ol-Osea per 5 miliardi di dollari.[10]
- Fase 15 e 16 saranno sviluppate da Khatam al-Anbia.[11] Queste fasi produrranno 2 miliardi di piedi cubi (57 milioni di m³) al giorno di gas naturale, 75 milioni di piedi cubi (2.1 milioni di m³) di etano, 80.000 barili (13.000 m³) di condensa, 3.000 tonnellate di LPG più 400 tonnellate di solfuro. Nel luglio 2010, il progetto è stato trasferito a Iran Shipbuilding & Offshore Industries Complex, è costato 2 miliardi di dollari ed è completo al 50%.[12] La fine è prevista per marzo 2012.[13]
- Fase 17 e 18 sarà sviluppata dal consorzio di OIEC (Oil Industrial Engineering and Construction Company), IOEC (Iran Offshore Engineering and Construction) e Petropars. Queste fasi produrranno 2 miliardi di piedi cubi (57 milioni di m³) al giorno di gas naturale, 75 milioni di piedi cubi (2.1 milioni di m³) di etano, 80.000 barili (13.000 m³) di condensato, 3.000 tonnellate di LPG più 400 tonnellate di solfuro. Saranno completate nel marzo 2012.[13]

## South Pars Gas Field
La zona si trova nel Golfo persico. Si tratta della più grande riserva di gas naturale al mondo, situata tra Iran e Qatar contiene 1.800.000.000.000.000 di piedi cubi (51 000 km³) di gas e 56 miliardi di barili (8,9×109 m³) di condensa.
Il South Pars è il nome della parte nord, che si trova in acque iraniane, mentre North Dome è il nome della parte sud, che si trova nelle acque del Qatar. La zona fu scoperta nel 1990 dalla NIOC.
La produzione cominciò dalla parte sud, il North Dome, nel 1989, con una media di produzione di 800 mmscf/d. A South Pars la produzione comincio nel dicembre 2002 per produrre 1 bscf/d di gas umido.
La zona comprende due formazioni di gas indipendenti, Kangan e Upper Dalan. Ogni formazione è divisa in due diversi livelli di serbatoio, separati da barriere impermeabili. Pertanto, la zona comprende quattro livelli di serbatoio indipendenti, K1, K2, K3, e K4. La sezione iraniana contiene 500.000.000.000.000 di piedi cubi (14.000 km³) di gas 360.000.000.000.000 di piedi cubi (10.000 km³) di gas recuperabile.
Il serbatoio occupa un'area di 500 miglia quadrate (1.300 km²) e si trova 3 km sotto il fondale marino, dopo 65m di acqua. Il sito iraniano conta il 10% delle riserve mondiali e il 60% delle riserve iraniane.
Il progetto di sviluppo del sito prevede circa 30 fasi, ognuna delle quali prevede un investimento iniziale di almeno 1 miliardo di dollari.

## Industrie a valle
A causa dei sottoprodotti dell'estrazione, 10 kilometri quadrati di PSEEZ sono adibiti all'industria petrolchimica, in particolare alla produzione di:
- Resine & Adesivi
- Gomme & Plastiche
- Fibre sintetiche & Prodotti tessili
- Oli
- Fertilizzanti
- Polimeri
- Vernici & Vestiti protettivi
- Fitofarmaci
- Detergenti

Le compagnie private stanno costruendo anche parcheggi e magazzini. L'accesso a internet e l'industria telefonica sono disponibili via Tehran. Nel 2010 è stata inaugurata una centrale elettrica che produce 1.000 megawatt.

## Progetto dell'acquedotto
Nel marzo 2005 cominciò la costruzione di due impianti per la dessalinazione dell'acqua ognuno dei quali con una capacità di 10.000 metri cubici. Il progetto finì in 16 mesi, 10 mesi prima di quanto previsto dal contratto, per questo divenne il progetto di riferimento per tutta l'area. La creazione di una rete idrica per la distribuzione dell'acqua in altre zone è al vaglio dei progettisti.

## Spazi verdi e ambiente
Per quanto riguarda la protezione ambientale e la riduzione dell'inquinamento industriale della zona, il primo passo è stato quello di creare una zona di 1000 ettari di spazio verde e 3000 ettari di forestazione ed espansione dell'mangrovie in prossimità del mare. In questo modo, il 10% del sito industriale e il 28% dell'intera PSEEZ è adibito a spazio verde.

## Rapporti con l'estero
Ogni impianto di gas e petrolchimico, quando ultimato, in genere sviluppa una partnership con una compagnia estera.
A causa dell'embargo in atto contro l'Iran da parte degli Stati Uniti, sono più le compagnie europee e asiatiche che portano investimenti nella zona.
Tra le maggiori abbiamo:
- Daelim
- Eni (Formalmente nota come Agip)
- Gazprom
- Hyundai Engineering and Construction (con il Gruppo Linde)[16]
- Japan Gasoline Company (JGC) - coinvolta nella costruzione della raffineria di gas più grande del mondo.[17]
- LG Group
- Petronas
- Statoil
- Technip
- Total
- Toyo Engineering Corporation (TEC)

Comunque, le compagnie statunitensi Halliburton e American Allied International Corporation, hanno contratti in atto e trattative d'affari con la South Pars tramite compagnie controllate.
Impianti per la raffinazione e l'esportazione dell'LNG sono stati discussi - ma rimane da decidere come possano essere messi in atto, poiché la tecnologia della raffinazione dell'LNG è basata su ricerche statunitensi e pertanto oggetto di controllo sull'esportazione.